# Государственный мемориальный музей А. В. Суворова
Государственный мемориальный музей А. В. Суворова — музей, посвящённый памяти генералиссимуса А. В. Суворова (1730—1800). Основан в Санкт-Петербурге к столетней годовщине со дня смерти полководца. Торжественно открыт 13 (26) ноября 1904 года, к 175-й годовщине со дня рождения Суворова. Открытие музея стало возможным благодаря пожертвованиям военной и гражданской общественности, а также при активном участии императора Николая II. Об этом посетителям сообщает мемориальная доска в Центральном зале музея.
Суворов стал первым человеком в России, в честь которого был специально возведён мемориальный музей.

## Здание
В 1904 году музей занял современное здание, построенное на месте, выделенном Лейб-гвардии Преображенским полком — части своего плаца на углу Кирочной и Таврической улиц. Здание заложено в 1901 году и построено специально для музея по проекту А. И. фон Гогена при участии Г. Д. Гримма в стиле старинных русских крепостных сооружений — сторожевой башни и уходящих от неё стены с бойницами. По сторонам от герба Суворова, на фасаде, размещены две мозаики на тему «Отъезд Суворова в поход 1799 года» и «Переход Суворова через Альпы в 1799 году», являющиеся репродукциями картин Николая Авенировича Шабунина и А. Н. Попова. Мозаичистами работ были М. И. Зощенко и Н. Е. Масленников соответственно.
Главный фасад здания, по сторонам центральной башни, декорирован двумя большими центральными мозаичными панно, изображающими известные эпизоды из жизни А. В. Суворова:
1. «Переход Суворова через Альпы», выполнено по заказу художника Сурикова профессором Фроловым.
2. «Отъезд Суворова из села Кончанского»
Здание музея, посвященное памяти великого русского полководца, фельдмаршала Александра Васильевича Суворова, было построено в 1904 году, в связи со 100-летием со дня его смерти и является, таким образом, памятником историко-культурного значения…

## История
После революции в 1918 году музей был закрыт, и большая часть собраний была впоследствии продана большевистским правительством за границу. В августе 1925 года из музея было украдено более 20 экспонатов. В 1930-х годах в здании размещался Аэромузей.
Во время блокады Ленинграда здание было повреждено бомбой. 16 апреля 1943 года немецко-фашистскими бомбардировщиками была сброшена фугасная авиабомба весом 250 кг, которая, попав в здание, разорвалась, причинив ему весьма значительные разрушения.
Разрушена значительная часть как внутренних, так и наружных стен главного фасада у входной башни, лестницы вестибюля, сдвинуты массивные колонны главного входа, значительно повреждены двери, оконные проемы, полы, штукатурка, наружные декоративные детали, крыша и перекрытия…

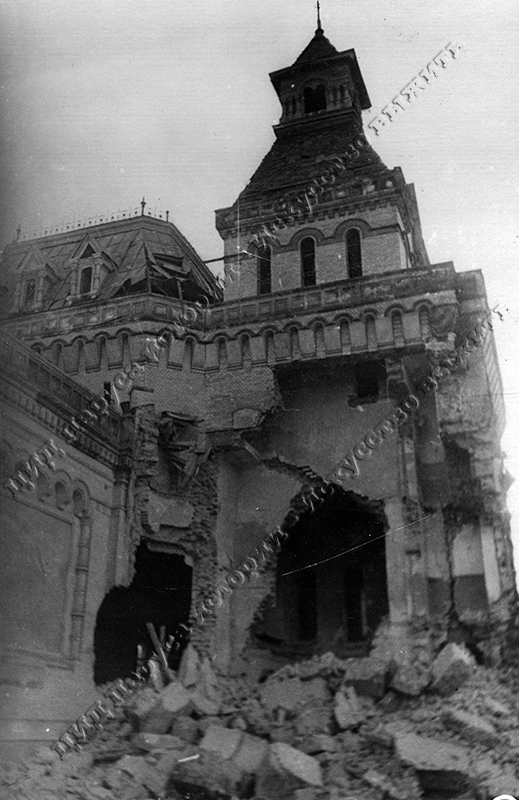
Суворовский музей. Общий вид разрушений. ЦГА СПб фР-8557 оп9 д6

Акт об ущербе зданию Суворовского музея в Ленинграде. Центральный государственный архив СПб фонд Р-8554, опись 4, дело 13.
В 1950 году начались работы по восстановлению музея, который открылся в 1951 году.
С 1988 по 1998 годы музей был закрыт на реставрацию и вновь открыт для посетителей 8 мая 1998 года. Следующий этап реставрации проводился в 2014—2017 годах, была отремонтирована кровля, получившая оригинальную зелёную черепицу, фасады, мозаичные панно и барельефы.

## Коллекция
Собрания музея, включающие 100 000 предметов (на 2002 год), были приобретены через закупку и частные пожертвования. В основе экспозиции лежат три большие коллекции:
- первая коллекция содержит личные награды и вещи Суворова, которые хранились в Кончанской церкви Александра Невского, построеной при его личном участии и освящённой в 1789 году. В 1900 году Владимир Владимирович Молоствов, владелец села Кончанское, отдал церковь в дар строящемуся музею, которая была перевезена в Санкт-Петербург и установлена на Преображенском плацу. В 1925 году, при советской власти, Кончанская церковь была разобрана[6].
- музейная коллекция от императора Николая II включала документы, письма и именные грамоты Суворова, а также картину «Переход Суворова через Альпы», которая сейчас экспонируется в Михайловском дворце[7].
- собрание В. П. Энгельгардта 1902 года, включающее оружие и предметы снаряжения, найденные на местах боев Швейцарского похода Суворова, а также альбом фотографий.

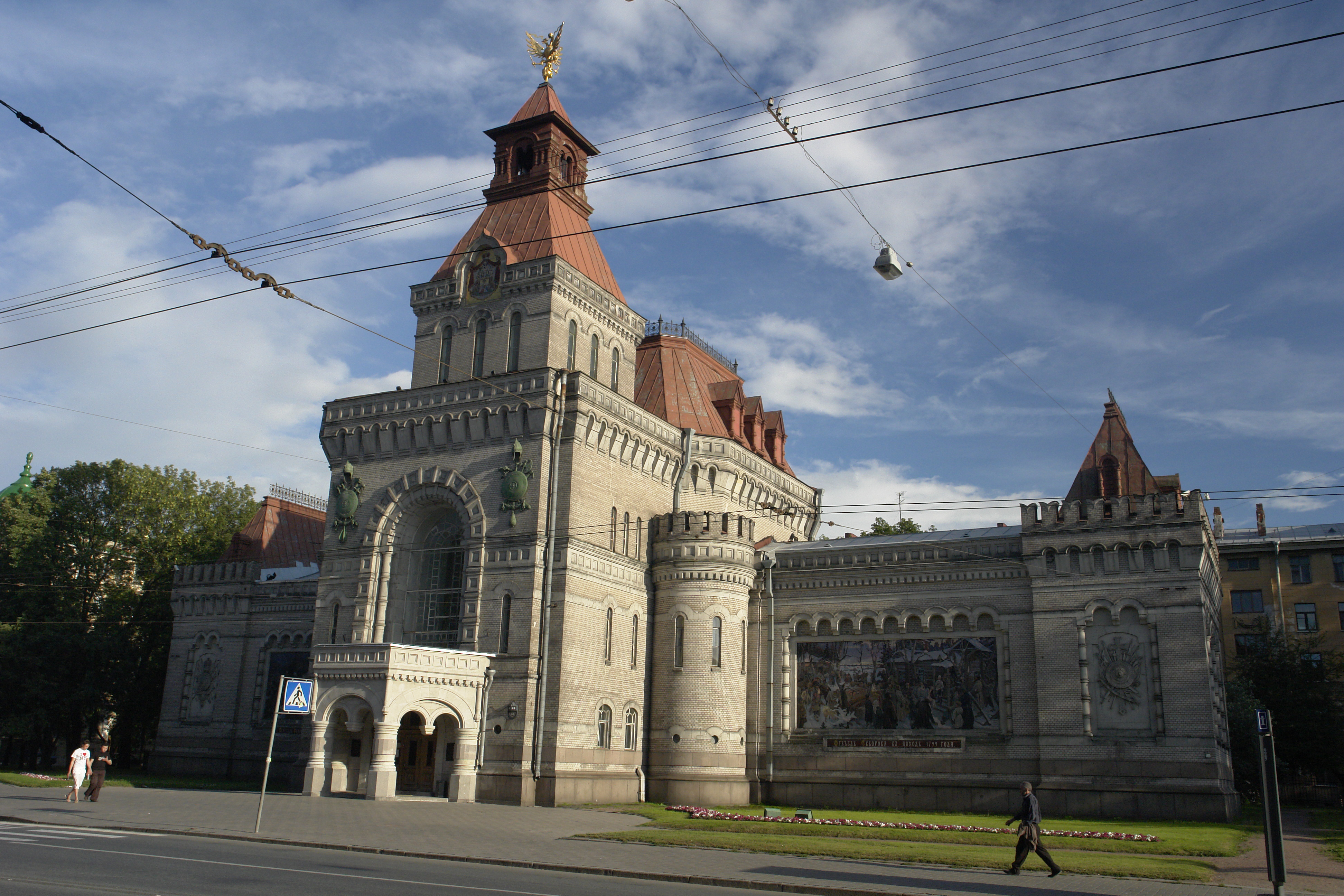
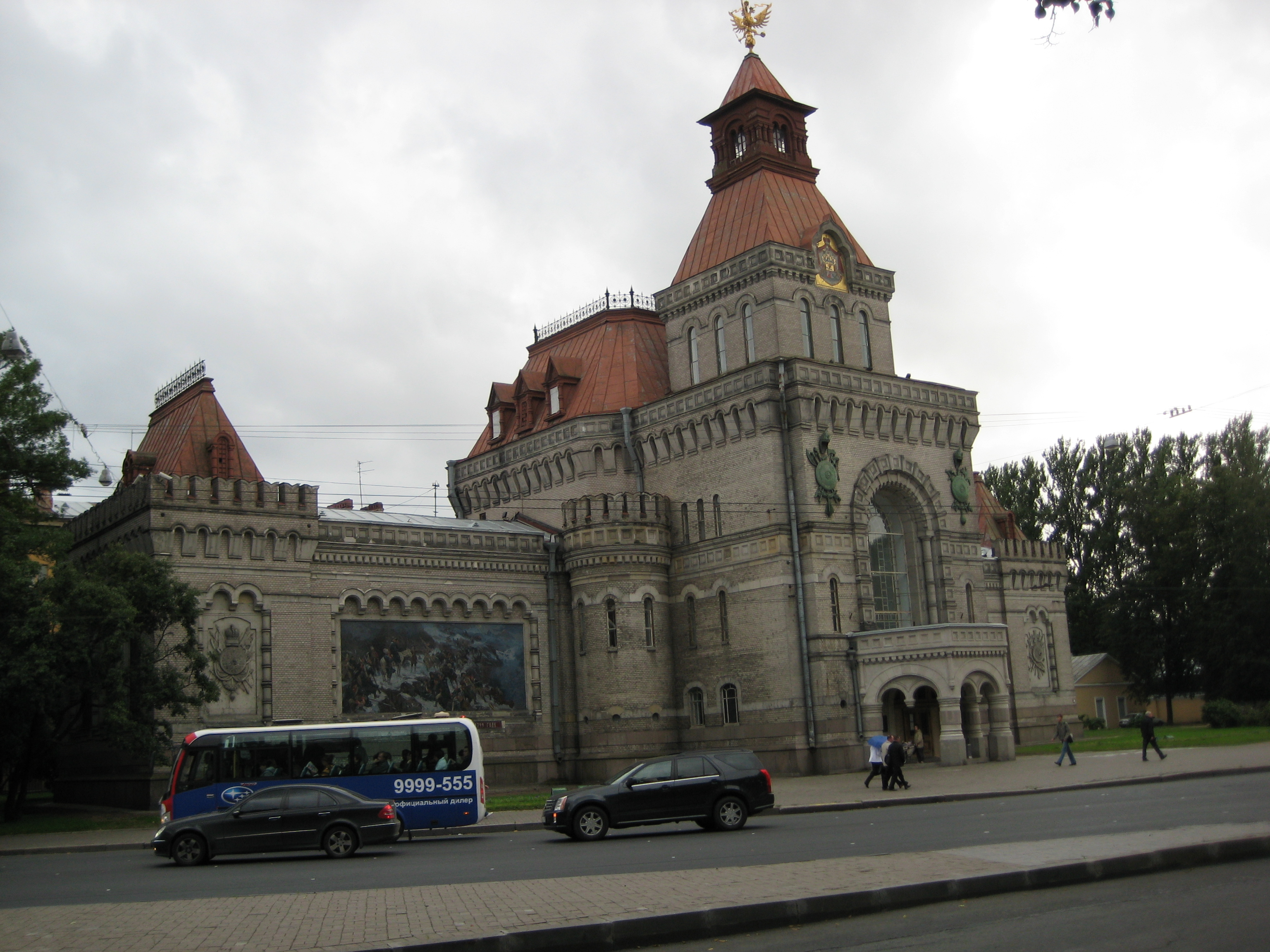
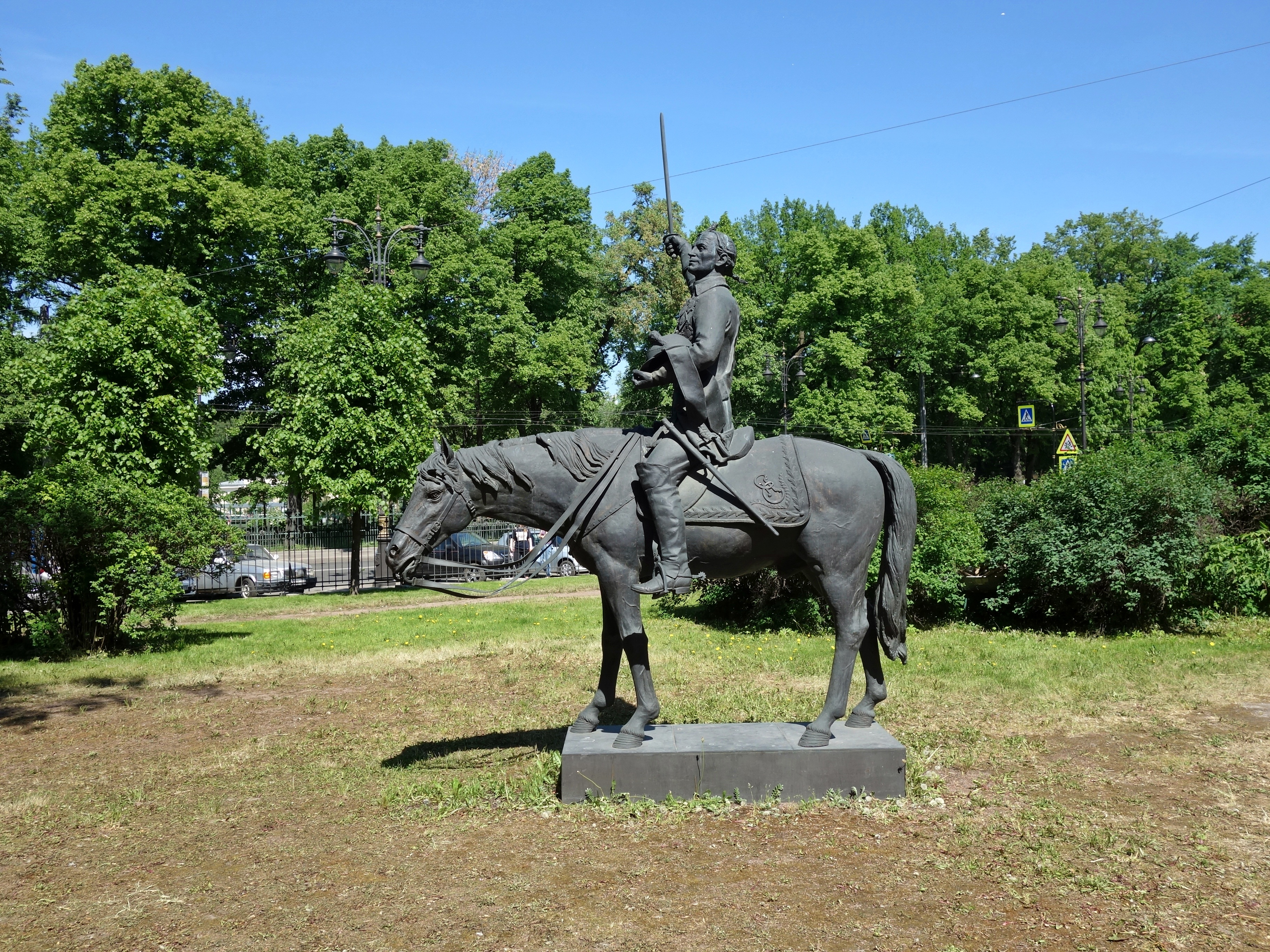
Памятник А.В. Суворову (cкульптор А.М. Таратынов, 2015)

## Достопримечательности
Самый древний артефакт — самурайский меч XVII века. Наградная шпага «За храбрость» великого князя Михаила Павловича. Шпага последнего императора государства Маньчжоу-Го Пу И — трофей советско-японской войны 1945 года.

## Награды
- Почётный диплом Законодательного Собрания Санкт-Петербурга (17 ноября 2004 года) — за выдающийся вклад в развитие культуры и истории в Санкт-Петербурге и в связи со 100-летием со дня основания[9].